# Ден Кріммінс
Ден Кріммінс (англ. Dan Crimmins; 18 травня 1863, Ліверпуль — 12 липня 1945) — американський актор епохи німого кіно.
Олександр М. Ліон (англ. Alexander M. Lyons) народився 18 травня 1863 року в Ліверпулі, Англія. Відомий за фільмами «Північний експрес» (1924), «Долині гігантів» (1927) та «Леді-ваяж» (1935). Був одружений з Розою Гор.
Помер 12 липня 1945 року в Лос-Анджелесі, штат Каліфорнія, США.

## Вибрана фільмографія
- 1920 — Гараж / Garage
- 1925 — Чародійка
- 1925 — Дівочі посиденьки
- 1932 — Білий зомбі